# Ahmed Sani Yerima
Ahmed Rufai Sani Yerima, né le 22 juillet 1960 à Anka dans la région du Nord de la fédération du Nigeria, est un homme politique nigérian de l'État de Zamfara qu'il gouverna de 1999 à 2007 avant de le représenter au Sénat national de 2007 à 2019.
Dans son pays comme à l'étranger, il est surtout connu pour avoir été le premier gouverneur d'un État fédéré du Nigeria à réintroduire le droit pénal musulman dans le pays,.

## Études
Après avoir suivi un cours pour entrer à l'université au Sokoto College of Arts and Science en 1978, Ahmed Sani Yerima fut admis à l'université Bayero de Kano, dont il reçut une licence d'économie en 1982 et une maîtrise dans la même discipline en 1987.

## Carrière politique

### Gouverneur de Zamfara
En 1999, la démocratie est restaurée au Nigeria. Ahmed Sani Yerima en profite pour se porter candidat à la première élection du gouverneur de l'État de Zamfara.
Il est l'un des plus jeunes gouverneurs nigérians élus en 1999. Sur les 36 gouverneurs élus cette année-là, seuls Ibrahim Saminu Turaki (en) (gouverneur de Jigawa), Chimaroke Nnamani (en) (gouverneur d'Enugu) et Donald Duke (gouverneur de Cross River) sont moins âgés que lui.

#### Restauration du droit pénal musulman
L'une de ses principales promesses de campagne est de rétablir les dispositions pénales de la loi islamique (charia) qui, depuis 1960, se trouve circonscrite aux questions de statut personnel,.
Quelques semaines après son entrée en fonction, Ahmed Sani Yerima institua un comité, composé de 18 membres, chargé de rédiger un nouveau code pénal pour l'État. En septembre 1999, le comité présenta son projet de loi au parlement de Zamfara qui le vota sans y faire le moindre amendement. Le 8 octobre 1999, Yerima signa ce projet de loi ainsi qu'un autre prévoyant la création de tribunaux islamiques et de cours d'appel. Le 27 octobre 1999, Yerima organisa une importante cérémonie à Gusau pour célébrer la réintroduction du droit pénal musulman. Le président Olusegun Obasanjo, un chrétien born again, y était formellement convié mais refusa de s'y rendre. Au cours de celle-ci, Yerima déclara devant une foule bondée : « Sans la charia, la foi islamique est sans valeur ». Il appela également les autorités des autres États du nord du Nigéria à lui emboiter le pas (ce qu'elles firent pour la plupart dans les deux années suivantes). Le 21 janvier 2000, Yerima apposa sa signature sur un nouveau projet de loi interdisant la prostitution, les jeux d'argent ainsi que la vente, l'achat et la consommation d'alcool. Le 27 janvier 2000, le nouveau code pénal de l'État de Zamfara entra officiellement en vigueur. Ce même jour, les juges (qoudah) formés par l'Arabie saoudite prêtèrent serment, les tribunaux islamiques ouvrirent leurs portes et des milliers de musulmans défilèrent spontanément dans les rues de Gusau aux cris d'« Allahu akbar ». En 2003, Yerima instaura une police religieuse (hisba) chargée d'interpeller les contrevenants à la loi islamique (charia).
Ahmed Sani Yerima souhaita inscrire ce retour du droit pénal musulman dans le cadre plus large d’un programme gouvernemental visant à rétablir un ordre social conforme aux valeurs d’équité de l’islam.
À noter que la plupart des dispositions légales introduites sous l'impulsion de Yerima au début de son premier mandat (à l'exception de l'interdiction de la prostitution et des boissons alcoolisées qui concernent l'ensemble de la population) ne s'appliquent qu'aux musulmans et pas à la minorité chrétienne de l'État. Par ailleurs, les autorités de Zamfara garantissent qu'en cas de litige entre un musulman et un chrétien, c'est à ce dernier que revient le choix de la juridiction devant laquelle l'affaire sera jugée.

##### Application

###### Bastonnades
Le 10 février 2000, à Gusau, Dahiru Sule reçu 80 coups de canne en public pour avoir bu de l'alcool et devint ainsi la première personne à se voir administrer un châtiment corporel en vertu de la nouvelle législation fédérée, introduite deux semaines auparavant.
Le 16 février 2000, Sani Mamman, un adolescent, reçu 100 coups de canne en public pour avoir forniqué. Sa partenaire sexuelle, Zuweira Aliyu, également adolescente, assista à l'exécution de la sentence mais ne la subit pas en raison de son état de santé déplorable.
En août 2000, Jafaru Isa et Maniru Abdullahi, deux des 200 motocyclistes arrêtés pour avoir transporté des femmes avec lesquelles ils n'étaient pas mariés, reçurent chacun 20 coups de fouet devant une foule de près de 300 personnes.
Le 22 septembre 2000, à Kaura Namoda, Lawali Jekada reçu 80 coups de canne pour avoir bu de l'alcool en public et Kabiru Salisu en reçu 50 pour avoir volé une chemise d'une valeur de 400 nairas (4,23 euros).
Le 26 septembre 2000, à Maru, Garuba Bagobiri-Umguwaro et Mohammadu Danige, deux hommes reconnus coupables d'avoir parié de l'argent, reçurent chacun 20 coups de fouet devant une foule de près de 3 000 personnes.
Le 19 janvier 2001, à Tsafe, Bariya Ibrahim Magazu, une adolescente, reçu 100 coups de canne en public pour être tombée enceinte sans être mariée. L'application de la peine de la fornication (al-hadd fi al-zina) à son encontre fit polémique car elle affirma être tombée enceinte après avoir été violée par trois hommes mais le tribunal rejeta les preuves allant dans ce sens (y compris les sept témoins qu'elle produisit) au point qu'elle fut initialement condamnée à recevoir 80 coups de canne supplémentaire pour dénonciation calomnieuse (qadhf),. Après sa bastonnade, le porte-parole d'Ahmed Sani Yerima annonça qu'il n’a pas été fait usage de plus de force contre elle que pour battre un âne.
Le 18 janvier 2002, à Kaura Namoda, le juge islamique (qadi) Mohammadu Na'ila, condamné par son beau-frère pour avoir bu de l'alcool, reçu 80 coups de canne devant une foule de près de 5 000 personnes. Il fut également suspendu de ses fonctions. Ahmed Sani Yerima profita de sa condamnation pour affirmer que « le système juridique n'est pas discriminatoire » et que « la charia n'est pas seulement pour l'homme ordinaire, mais pour tous, indépendamment de leurs positions en société ».
Contrairement aux amputations, les bastonnades continuèrent à un rythme plus ou moins soutenu après 2002. Cependant, les cas les mieux documentés demeurent ceux de la période 2000-2002.

###### Amputations
Depuis l'entrée en vigueur de la loi islamique (charia) dans l'État de Zamfara, plusieurs individus ont été condamnés à être amputés de la main droite (Human Rights Watch en dénombrait une douzaine en 2004) en vertu du hadd coranique concernant la sariqa (prévu par le verset 38 de la sourate 5, Al-Ma'ida). Cependant, seuls deux d'entre eux ont vu leur sentence être effectivement exécutée, tous durant le premier mandat de Yerima : 
- Buba Bello Kare Garke Jangebe, reconnu coupable d'avoir volé une vache par un tribunal islamique de Talata Mafara[30] ou de Gusau[31], amputé de la main droite le 22 mars 2000 dans un hôpital public de Talata Mafara[32] ou dans la clinique personnelle de Yerima[31] ;
- Lawali Inchi Tara, reconnu coupable d'avoir volé trois[33] ou huit bicyclettes par un tribunal islamique de Gummi, amputé de la main droite le 1er mars [29] ou le 3 mai 2001[34].

Bien que ces deux condamnés avaient moyen de faire appel de la sentence, ils ont refusé de le faire au motif qu'ils étaient coupables et satisfaits du verdict,. Des années après l'exécution de la sentence, Buba Jangebe se déclara heureux que celle-ci l'ait aidé à mettre fin à sa longue carrière de voleur, à renouer avec sa famille (qui l'avait ostracisé en raison de ses activités criminelles) et à devenir un honnête citoyen employé dans une école de son village natal. En 2020, Lawali Inchi Tara, engagé en politique depuis de nombreuses années, fit un constat similaire et affirma : « Mon seul regret est que, aussitôt amputé, tout s’est arrêté. Il n’y a plus eu d’amputation depuis cette époque jusqu'à aujourd'hui [...] Lorsque Yerima était au pouvoir, le système fonctionnait et beaucoup de gens avaient peur de voler. Mais aussitôt qu'il a quitté le pouvoir, tout s’est arrêté. ».
En août 2003, lors d'un entretien avec l'ONG Human Rights Watch, Ahmed Sani Yerima affirma avoir fait de son possible pour empêcher l'amputation des deux hommes (notamment en proposant à Buba Jangebe de faire appel et en lui offrant les services d'un avocat, ce qu'il refusa) mais qu'il céda face à leur volonté et aux pressions de la population et des ouléma.

### Ambitions présidentielles
Ahmed Sani Yerima ambitionna d'être le candidat du Parti des peuples du Nigeria (en) à l'élection présidentielle de 2007, mais se désista finalement au profit de Muhammadu Buhari lors de la convention nationale du parti en 2007.

## Controverses

### Mariage avec une femme de 13 ans en 2010
Au printemps 2010, Ahmed Sani Yerima prit Marian, une égyptienne de 13 ans, comme quatrième épouse après lui avoir versé un douaire (mahr) de 100 000 dollars. Les mariages avec des mineures sont fréquents dans le nord du Nigeria (l'âge moyen du mariage pour les femmes est ainsi de 11 ans dans l'État de Kebbi) où ils ne suscitent généralement pas la polémique (lorsqu'il était encore gouverneur de Zamfara, Ahmed Sani Yerima avait épousé une femme de 15 ans sans déclencher de tollé,). Cependant, ce mariage fut célébré à la mosquée nationale dans le territoire de la capitale fédérale dont la loi interdit de se marier avant 18 ans. De plus, le 28 avril 2010, 11 organisations (parmi lesquelles la Commission nationale des droits de l'Homme) déposèrent une pétition devant le Sénat (dont Ahmed Sani Yerima est alors membre) afin qu'il enquête sur ce mariage qui viole selon elles la loi sur la protection des enfants de 2003 et la Convention internationale des droits de l’enfant dont le Nigeria est partie,. Face à la controverse grimpante, Ahmed Sani Yerima se justifia de la manière suivante : « L’histoire nous dit que le prophète Muhammad a aussi épousé une jeune fille. C’est pourquoi j’ai pas contrevenu à aucune loi, même si elle est âgée de 13 ans, comme cela est faussement véhiculée ». Il rappela également qu'« en tant que musulman, comme je le dis toujours, je considère la loi d'Allah et celle de son Prophète au-dessus de toute autre loi ». L'argumentation religieuse d'Ahmed Sani Yerima fut critiquée par le cheikh Abdallah al-Manie (ar), membre du Conseil des oulémas de l'Arabie saoudite, qui déclara : « Le mariage d’Aïcha ne peut être assimilé au mariage des enfants aujourd’hui parce que les conditions et les circonstances ne sont pas les mêmes ».
En 2013, Ahmed Sani Yerima divorça Marian (alors âgée de 17 ans et mère d'un enfant) pour épouser une femme âgée de 15 ans. À noter que s'il changea souvent de quatrième épouse, il ne divorça jamais l'une de ses trois premières femmes.